# Inspektorat A Okręgu Wilno Armii Krajowej
Inspektorat A Okręgu Wilno Armii Krajowej – terenowa struktura Okręgu Wilno Armii Krajowej.
Obejmował teren powiatu wileńsko-trockiego. Wiosną 1944 wystawił 1 Brygadę Wileńską „Juranda”, 3 Brygadę „Szczerbca”, 7 Brygadę „Wilhelma”. W kwietniu 1944 na bazie struktur inspektoratu utworzono Zgrupowanie nr 1 Okręgu Wilno Armii Krajowej.

## Charakterystyka inspektoratu
Inspektorem rejonowym był mjr dypl. Antoni Olechnowicz („Pohorecki”).
Podlegały mu: konspiracyjny garnizon miasta Wilna „Dwór”, obwód trocki kpt. Jerzego Bronikowskiego „Jana Czarnego” i obwód wileński kpt. Emanuela Prokescha „Emki”. 
Obwód trocki obejmował południowo-zachodni skrawek powiatu, którego centrum stanowił duży kompleks leśny Puszcza Rudnicka, a ważniejsze miejscowościami to Nowe Troki, oraz Landwarów. Obwód posiadał cztery ośrodki dywersyjne: OD 1 (Landwarów) i OD 2 (Orany) rozmieszczone na linii kolejowej Wilno-Grodno oraz OD 3 przy szlakach kołowych z Wilna na Grodno i OD 4 przy linii kolejowej Wilno-Lida.
Pozostała część powiatu wchodziła w skład obwodu wileńskiego. W swojej strukturze posiadał ośrodki dywersyjne numer 6, 7, 8, 9 i 10. Na północ od Wilna usytuowane były cztery gminne jednostki terenowe AK, sięgające swoimi wpływami na teren Litwy Kowieńskiej.
Pierwszym oddziałem partyzanckim na terenie inspektoratu była kilkunastoosobowa grupa bosmana Jana Czerwińskiego „Żuka”. Prowadziła ona latem 1943 ograniczoną działalność w Puszczy Rudnickiej. Na skutek wzmożonej działalności jednostek niemieckich, w połowie grudnia zawieszono działalność grupy i rozlokowano ludzi na kwaterach. 
We wrześniu 1943 wyszły z Wilna w teren Inspektoratu A trzy niezależne od siebie grupy. Były to: Oddział Partyzancki „Brony”, oddział ppor. Sławomira Gramowicza „Dzika” i oddział por. Gracjana Fróga „Górala”.
Z początkiem października oddziały „Dzika” i „Górala” połączyły się. Dowództwo nad 20 osobowym „Oddziałem Lotnym 1 pułku im. Króla Bolesława Chrobrego” objął por. „Góral” („Szczerbiec”). W połowie listopada 1943  dowódca Kedywu mjr. Kazimierz Radzikowski „Dąbek” wydał rozkaz o włączeniu OP „Szczerbca” do OP „Łupaszki”, działającego w Inspektoratach B i C. „Szczerbiec” rozkazu nie wykonał, za co w grudniu 1943 został pozbawiony funkcji dowódcy. Na skutek buntu w oddziale i wymówieniu posłuszeństwa dowództwu dowodzony nadal przez „Szczerbca” oddział, stał się na pewien czas oddziałem dzikim.
W końcu grudnia 1943  doszło do połączenia taktycznego OP „Szczerbca” z OP „Brony”. Oba oddziały współdziałały ściśle do połowy marca 1944.
W styczniu 1944 powołano trzy oddziały leśne Inspektoratu A: Oddział Leśny „R” por. Czesława Grombczewskiego „Jurand”, Oddział Leśny „S” por. Gracjana Fróga „Szczerbca” i Oddział Leśny „T” por. Wilhelma Tupikowskiego „Wilhelma”.

## Struktura organizacyjna i obsada personalna
Inspektor – mjr dypl. Antoni Olechnowicz „Pohorecki”
- sztab inspektoratu

szef sztabu – mjr Aleksander Wasilewski „Olesiński”
oficer informacyjny – por. Wacław Walicki „Poręba” „Tesaro”
oficer operacyjny – por. Jan Urbanowicz „Ryszard”
kwatermistrz – por. Wacław Sawicz „Emil”
oficer łączności – kpt. Lewandowski „Tokarczyk”
oficer łącznikowy podinspektoratu Puszczy Rudnickiej – ppor. Roman Korab-Żebryk „Korab”
adiutant inspektoratu – por. „Jerzy”
adiutant zgrupowania w polu i szef kancelarii – chor. Wagner
- podinspektorat północny – kpt. Emanuel Prokesch „Emka”
- podinspektorat południowy (podinspektorat Puszczy Rudnickiej) – kpt. Jerzy Bronikowski „Jan Czarny”
- garnizon konspiracyjny Armii Krajowej miasta Wilna – mjr Leon Koplewski „Skarbek”, „Bezmian”

## Działania partyzanckie
Bitwy i potyczki w okresie styczeń-marzec 1944
W okresie styczeń-marzec 1944 w Inspektoracie A działały 1, 3, 6 i 7 Brygady. Brygady te przeprowadziły ogółem 26 akcji, w tym 5 akcji poza terenem Inspektoratu A. Są to: bitwa pod Mikuliszkami i potyczki w Graużyszkach, Polanach, z Inspektoratu F oraz akcja pod Mejrańcami z Inspektoratu BC.
Wśród 21 przeprowadzonych akcji na terenie Inspektoratu A było: 9 potyczek przeciw jednostkom niemieckim lub oddziałom Todta (Kiena, Biała Waka, Kiejdzie, Miedniki, Powidaki, Dwór Europa, Mejszagoła, zasadzka pod Miednikami, akcja na stację kolejową Kiena); 1 akcja przeciw oddziałowi niemiecko-litewskiemu (bitwa w miasteczku Nowe Troki); 11 potyczek przeciw policji litewskiej lub oddziałom z korpusu Plechavicziusa (Rudomino, Szumsk, Mickuny, Czarny Bór, Wielkie Pole, Suderwie, Bękarty, Antoko1ce, Rykonty, Kiewliszki). Walk z partyzantką sowiecką na tym terenie praktycznie nie było - poza kilkoma nieznacznymi starciami patroli w Puszczy Rudnickiej. Do większych akcji, które były przeprowadzone na terenie Inspektoratu A, należy wymienić bitwę w miasteczku Nowe Troki i akcje zajęcia miasteczka Rudomino i Mickuny. Przytłaczająca większość akcji zakończyła się całkowitym sukcesem polskich partyzantów. W trzech potyczkach: pod Czarnym Borem (3 Brygada), pod Antoko1cami i Rykontami (1 Brygada) polscy partyzanci wycofali się z pola walki, nie mogąc pokonać przeciwnika.
Z ogólnej liczby 26 akcji, przeprowadzonych przez polskie oddziały działające na terenie Inspektoratu A, największą ilość przeprowadziła 3 Brygada „Szczerbca”.
Walki od kwietnia do lipca 1944
W kwietniu najsilniejszym i najbardziej doświadczonym oddziałem inspektoratu była 3 Brygada „Szczerbca”. Na początku kwietnia brygada kwaterowała w Skorbucianach. Jej patrol rozbroił wtedy oddział Holendrów w pobliskim młynie. Na okres świąt wielkanocnych brygada przeniosła się do Turgiel. 9 kwietnia brygadę wizytował ppłk „Wilk”. Za waleczność i odwagę odznaczył on por. Gracjana Fróga „Szczerbca” Srebrnym Krzyżem Zasługi z Mieczami, a 6 partyzantów Krzyżami Walecznych.
11 kwietnia o 23:00 w majątku Małe Soleczniki, powiat Jaszuny dokonało akcji rekwizycyjnej. Zarekwirowano 10 krów, 1 świnię, 5 koni z zaprzęgiem. 
25 kwietnia 3 Brygada dokonała akcji na Jaszuny. Zastrzelono jednego żołnierza niemieckiego, zniszczono maszt telefoniczny, podpalono magazyn zbożowy i jeden dom. Według źródeł polskich, akcja ta nie należała do udanych. W czasie ataku zginęło trzech partyzantów.
3 maja brygada „Szczerbca” stacjonowała w Turgielach. Wzięła udział w uroczystej mszy świętej, a po niej w defiladzie. Na nocleg brygada przeszła do Małachowic i pobliskich zaścianków. Rankiem następnego dnia pluton stacjonujący nieopodal Pawłowa, stoczył walkę z 3 kompanią 310 batalionu litewskiego korpusu posiłkowego z Jaszun. Żołnierze litewscy zamordowali kilkanaście osób, nie szczędząc kobiet i starców. Nakazywali skazańcom wieszać się wzajemnie. Spalili 5 domów i 3 stodoły. Zastrzelono m.in. młodą kobietę Stefanię Prokopowicz, która uciekała z dziewięciomiesięcznym dzieckiem na ręku. Na litewską kompanię uderzył pluton z brygady „Szczerbca”, zmuszając ich do wycofania się z Pawłowa. Na wycofującą się kompanię uderzyły też inne pododdziały brygady. W czasie walk zginęło około 20 Litwinów, wielu trafiło do niewoli. Z wyroku sądu polowego, za mordowanie ludności cywilnej, zostało rozstrzelanych czterech oprawców, wśród nich dowódca kompanii 310 batalionu kpt. Markevicius.
3 czerwca 3 Brygada przeprowadziła udaną zasadzkę na szosie na transport niemiecki koło Jaszun. 1 kompania szturmowa zaatakowała kolumnę. W sześciu samochodach siedzieli żołnierze Wehrmachtu, w jednej była aprowizacja. Zdobyto 3 MG-42, około 40 kb typu Mauser, dużo amunicji i kilkanaście pistoletów. 13 czerwca dowództwo brygady postanowiło przeprowadzić identyczną akcję na szosie Wilno-Jaszuny. 1 kompania kilka godzin oczekiwała na odpowiednią kolumnę samochodową. Samochody okazały się jednak puste, a kierowcy szybko wyskoczyli z samochodów i ukryli się w zaroślach. To była zasadzka. Partyzanci nie zdążyli dojść do szosy, kiedy uderzyła na nich ekspedycja karna wzmocniona wozami pancernymi. Niemcy prowadzili silny ogień z broni maszynowej. Podczas wycofywania się poległo 11 żołnierzy Armii Krajowej, a kilku rannych Niemcy po akcji dobili.
27 czerwca przeprowadzono udaną akcję na niemiecką kolumnę transportową pod Solecznikami. Zdobyto broń i amunicje. 29 czerwca grupa polskich partyzantów otrzymała zadanie wymontowania broni pokładowej z samolotu, który nie doleciał do pobliskiego lotniska na Porubance. W momencie, kiedy wykonywała zadanie od strony Wilna przybył pluton żołnierzy niemieckich na trzech samochodach ciężarówkach. Został zaatakowany przez grupę osłony. Oddział niemiecki został całkowicie rozbity. Oddziały polskie wycofały się ze swych pozycji i odeszły do miejsc postoju brygady.
Kolejna brygada inspektoratu to 7 Brygada „Wilhelma”. W końcu marca stacjonowała w Skorbucianach. 12 kwietnia 7 Brygada została zaatakowana od strony Ternian i Międzyrzecza przez niemiecki oddział. Atak zaskoczył partyzantów. Oczekiwano plutonu 3 Brygady „Szczerbca”, umundurowanego zwyczajowo na wzór niemiecki. Podczas walk pod Skorbuciany podszedł sowiecki oddział partyzantki. On też miał za zadanie zlikwidować 7 Brygadę. Oddział sowiecki włączył się do walki. Trzy walczące strony walczyły każda z każdą. Wykorzystując tę sytuację 7 Brygada wycofała się z pola walki i odskoczyła od Skorbucian.
9 maja uderzono na niemiecką załogę majątku Landwarów. W wyniku tej akcji zdobyto kilkanaście koni pociągowych. Niestety, nie udało się zdobyć broni. Jeden z partyzantów nie wytrzymał nerwowo i wystrzelił przedwcześnie. Zaalarmowało to Niemców, którzy nie dali się rozbroić.
12 maja została przeprowadzona akcja we wsi Kiewliszki. Oddział litewski rozkazał mieszkańcom Kiewliszek zorganizować dla siebie kąpiel w łaźni. Partyzanci 7 Brygady, zaalarmowani przez łącznika, otoczyli łaźnię i rozbroili bez walki zaskoczonych Litwinów. Był to oddział który, według oświadczeń miejscowych chłopów, wielokrotnie znęcał się nad miejscową ludnością. Sąd doraźny skazał siedmiu Litwinów na śmierć przez rozstrzelanie.
7 czerwca brygada całością sił przeprowadziła akcję na bunkry w okolicach Południ. Niemiecko-litewska obsada bunkrów odparła jednak ataki. Po nadejściu posiłków brygada wycofała się z pola walki bez strat własnych.
Od 9 do 18 czerwca brygada prowadziła szkolenie taktyczne w Taboryszkach. 19 czerwca jej 2 i 3 pluton przeprowadził akcję na niemiecki magazyn broni i bomb lotniczych koło Jaszun. Akcja przebiegła bez strat własnych. Zdobyto bomby, które przekazano w majątku Ropieje do magazynu konspiracyjnego.
Na terenie Inspektoratu A działała też 1 Brygada „Juranda”. 4 kwietnia patrol brygady stoczył potyczkę z patrolem niemieckim koło Porubanek, a 6 kwietnia zwiad konny walczył z partyzantką sowiecką w Skorbucianach. 11 kwietnia na szosie lidzkiej zorganizowano zasadzkę na kolumną samochodową.
25 kwietnia w okolicach Wierchbezdanka koło Bezdan zorganizowano zasadzkę na tabor batalionu niemiecko-własowskiego. W toku walki poległo 10 Niemców i kilkunastu własowców. Zdobyto 2 rkm, 12 kb typu Mauser, 30 kb pochodzenia holenderskiego, 9 dwukonnych podwód. Oswobodzono też jeńców rosyjskich. Niektórzy z nich uciekli do lasu, reszta została razem z rozbrojonymi Niemcami i własowcami.
30 kwietnia pluton z brygady rozbił oddział niemiecki stacjonujący w szkole w Ławaryszkach. Akcją dowodził Ryszard Żebryk „Korab”. Niemcy poddali się. Zdobyto automat, 11 kb, 2 skrzynie granatów ręcznych, byty, mundury i hełmy. W trakcje wycofywania się z akcji w okolicach wsi Koniuchy, pluton został ostrzelany przez patrol sowieckich partyzantów. Podczas strzelaniny został zabity jeden partyzant. Następnego dnia 1 Brygada odparła atak bandy rabunkowej.
15 maja pierwszy pluton brygady „Juranda” razem z oddziałem „Ojca” z 6 Brygady planowały dokonać akcji na Szumsk. Po drodze oddział wpadł jednak w zasadzkę przygotowaną przez jednostkę łotewską. Po stoczonej walce Łotysze wycofali się. AK-owcy również musieli odstąpić od miejscowości.
Po tej akcji w inspektoracie nastąpiła wymiana brygad. 1 Brygada przeszła do Inspektoratu BC, a na jej miejsce przybyła 5 Brygada „Łupaszki”.
Brygada liczyła w tym okresie ok. 500 żołnierzy. Rozlokowała się w okolicach jezior Sużańskich. Jej patrole rekwirowały z majątków niemiecko-litewskich niezbędny sprzęt i konie. W drugiej połowie czerwca dowódca brygady zdecydował się uderzyć na garnizon litewski w Podbrzeziu. Rankiem 20 czerwca do majątku Glinciszki wszedł nieduży oddział partyzantów i zarekwirował w miejscowej gorzelni spirytus. Grupa zachowywała się celowo nieostrożnie, by dać możliwość interwencji policjantom litewskim. Inny oddział oczekiwał w zasadzce. Z Podbrzezia wysłano jedynie 12 policjantów. Ostrzelali oni polski oddział w Glinciszkach.